# Tachina tricincta
Tachina tricincta là một loài ruồi trong họ Tachinidae.